# Hidrodisección
Hidrodisección es un proceso de inyección de pequeñas cantidades de un fluido especial en la cápsula del lente en el ojo a fin de facilitar la disección. Permite al cirujano mayor libertad de acción durante las cirugías extracapsulares o de facoemulsificación.
En cirugía general la hidrodisección implica inyección de pequeñas cantidades de fluido para liberar un nervio atrapado o para reducir pérdidas de sangre interoperacionales.